# Byng
Byng és un poble dels Estats Units a l'estat d'Oklahoma. Segons el cens del 2000 tenia 1.090 habitants.

## Demografia
Segons el cens del 2000, Byng tenia 1.090 habitants, 389 habitatges, i 310 famílies. La densitat de població era de 64,5 habitants per km².
Dels 389 habitatges en un 39,8% hi vivien nens de menys de 18 anys, en un 63,8% hi vivien parelles casades, en un 12,1% dones solteres, i en un 20,3% no eren unitats familiars. En el 17,2% dels habitatges hi vivien persones soles el 6,4% de les quals corresponia a persones de 65 anys o més que vivien soles. El nombre mitjà de persones vivint en cada habitatge era de 2,8 i el nombre mitjà de persones que vivien en cada família era de 3,14.
Per edats la població es repartia de la següent manera: un 29,8% tenia menys de 18 anys, un 8% entre 18 i 24, un 27,9% entre 25 i 44, un 23,9% de 45 a 60 i un 10,5% 65 anys o més.
L'edat mediana era de 36 anys. Per cada 100 dones de 18 o més anys hi havia 96,2 homes.
La renda mediana per habitatge era de 33.229 $ i la renda mediana per família de 38.906 $. Els homes tenien una renda mediana de 27.596 $ mentre que les dones 19.868 $. La renda per capita de la població era de 15.028 $. Entorn de l'11,8% de les famílies i el 15,4% de la població estaven per davall del llindar de pobresa.

## Poblacions més properes
El següent diagrama mostra les poblacions més properes.